# 제인 (1999년)
제인(본명: 방민아, 1999년 1월 31일 ~ )은 대한민국의 가수다.

## 경력
- 그룹 '헤이걸스' 멤버